# Citalá
Citalá è un comune del dipartimento di Chalatenango, in El Salvador, alla frontiera con l'Honduras.